# Schoolboy Q
Квінсі Метью Хенлі  (26 жовтня 1986, Вісбаден, Німеччина), більш відомий як Schoolboy Q (часто стилізовано як ScHoolboy Q) — американський репер з міста Лос-Анджелес, Каліфорнія. У 2009 році Ханлі підписав контракт з незалежним лейблом Top Dawg Entertainment (TDE) і наприкінці 2011 року підписав договір про реєстрацію з лейблом Interscope Records. Хенлі також є членом супергрупи хіп-хопу Black Hippy, разом з товаришами-помічниками, Каліфорнійськими реперами Ab-Soul, Jay Rock та  Кендріком Ламаром.
У 2008 році Хенлі випускає свій мікстейп під назвою ScHoolboy Turned Hustla. Пізніше він випускає наступний містейп у 2009 році під назвою Gangsta & Soul. У січні 2011 року випускає свій дебютний альбом під назвою Setbacks. Через рік випускає другий альбом Habits & Contradictions. Альбом отримав загалом сприятливі відгуки та дебютував на номері 111 на американському Billboard 200.
Після підписання з контракту Interscope Хенлі згодом почав записувати третій студійний альбом під назвою Oxymoron . Цей альбом був випущений 25 лютого 2014 року і дебютував на першому місці на Billboard 200. Альбом підтримувався синглами "Collard Greens", "Man Of The Year", "Break The Bank" , "Studio" та "Hell Of A Night".

## Біографія
Квінсі Метью Хенлі народився 26 жовтня 1986 року на  військовій базі у Вісбадені, Німеччина. Його батьки розлучилися до того, як він народився, і мати дала йому прізвище, відмінне від прізвища обох його батьків, нібито випадково. Його батько залишився в армії США, поки його мати залишила і переїхала з Хенлі до Техасу кілька років тому. Він виростав у Лос-Анджелесі, на 51 Hoover Street. Він навчався в середній школі Джона Муіра.. Він стверджує, що він грає в американський футбол у з шести років, аж до 21 року.
Після закінчення Crenshaw High School Хенлі відвідав Glendale Community College (Каліфорнія), Лос-Анджелеський міський коледж, Південно-західний коледж Лос-Анджелесу та Західний Коледж Лос-Анджелесу, останній з яких є місцем, де він грає для West Los Angeles Oilers.
Зростаючи на Гувер-стріт, Хенлі приєднався до вуличної банди під назвою 52 Hoover Gangster Crips: "Я брав участь у бандах з 12 років... Я був Гуверовським Кріпом. Мої напарники робили це, і я хотів це зробити. Я не можу це пояснити. Я не потрапляв у бійки з іншими районами чи щось подібне, я просто дотримувався лідера ". Перед тим як стати музикантом, Хенлі був наркодилером, продаючи оксикодон, і на короткий час крек і марихуану. У 2007 році він був заарештований за злочин, який він в той час не розкриває, і каже, що він був направлений у в'язницю протягом шести місяців, половина з яких закінчила домашній арешт. Пізніше він виявив на reddit, що це пов'язано з домашнім вторгненням, але не вдалося в деталях.

## Особисте життя
У Schoolboy Q є дочка, що народилася в 2010 році, Джойс "Джой" Хенлі, про яку він згадує у кількох його піснях. Вона також з'явилася в декількох його музичних кліпах, зокрема "Phenomenon", "Nightmare on Figg St.", "There He Go" та "Break The Bank". Дочка Q також брала участь у його основному дебютному альбомі Oxymoron , де вона з'явилася на обкладинці альбому та мала різні розмовні частини по всьому альбому..
Q пояснив, чому він капіталізує букву H у всіх його словах, коли він твітнув: "Чому H завжди велике???? HIIIPOWER X HIPPY X HOOVER X HEAVEN & HELL – МОЄ ЖИТТЯ".

## Дискографія
- Setbacks (2011)
- Habits & Contradictions (2012)
- Oxymoron (2014)
- Blank Face LP (2016)
- CrasH Talk (2019)
- Blue Lips (2024)